# Groupe de NGC 3898
Le groupe de NGC 3898 comprend au moins sept galaxies situées dans la constellation de la Grande Ourse. La distance moyenne entre ce groupe et la Voie lactée est d'environ 20,9 Mpc (∼68,2 millions d'al). 

## Membres
Le tableau ci-dessous liste les neuf galaxies du groupe indiquées dans l'article de A.M. Garcia paru en 1993. La galaxie NGC 3846 n'appartient définitivement pas à ce groupe, car elle est à environ 135 Mpc de la Voie lactée. Quant à la dernière galaxie du tableau, UGC 6894, son appartenance au groupe de NGC 3898 est douteuse en raison de sa faible distance de 15,1 Mpc à la Voie lactée. Le calcul de la distance moyenne du groupe exclut ces deux galaxies.
D'autre part, dans un article publié en 1998, Abraham Mahtessian on constate que plusieurs des galaxies du groupe de NGC 3898 font partie d'un groupe plus vaste qui compte plus de 80 galaxies, le groupe de M101. Plusieurs galaxies de la liste de Mahtessian se retrouvent également dans d'autres groupes décrit par A.M. Garcia, soit le groupe de NGC 3631, le groupe de NGC 3898, le groupe de M109 (NGC 3992), le groupe de NGC 4051, le groupe de M106 (NGC 4258) et le groupe de NGC 5457.
| Nom                  | Class.    | Type                        | α (J2000.0)   | δ (J2000.0) | Vitesse radiale (km/s) | m    | Distance (Mpc) | Diamètre (kal) |
| -------------------- | --------- | --------------------------- | ------------- | ----------- | ---------------------- | ---- | -------------- | -------------- |
| NGC 3733             | SAB(s)cd? | Spirale intermédiaire       | 11h 35m 01.6s | 54° 51′ 02″ | 1184 ± 1               | 12,4 | 20,0 ± 1,4     | 107            |
| NGC 3756             | SAB(rs)bc | Spirale intermédiaire       | 11h 36m 48.0s | 54° 17′ 37″ | 1289 ± 1               | 11,5 | 21,6 ± 1,5     | 92             |
| NGC 3804 (=NGC 3794) | SAB(s)d   | Spirale intermédiaire       | 11h 40m 53.4s | 56° 12′ 07″ | 1385 ± 1               | 12,9 | 22,9 ± 1,6     | 46             |
| NGC 3850             | SB(s)c?   | Spirale barrée              | 11h 45m 35.5s | 55° 53′ 13″ | 1159 ± 6               | 13,3 | 19,6 ± 1,4     | 38             |
| NGC 3898             | SA(s)ab   | Spirale                     | 11h 49m 15.4s | 56° 05′ 04″ | 1157 ± 3               | 10,7 | 19,5 ± 1,4     | 92             |
| NGC 3982             | SAB(r)b?  | Spirale intermédiaire       | 11h 56m 28.1s | 55° 07′ 31″ | 1112 ± 0               | 11,0 | 18,9 ± 1,3     | 50             |
| NGC 3846A            | SB(s)m?   | Spirale barrée magellanique | 11h 44m 14.8s | 55° 02′ 06″ | 1427 ± 3               | 13,3 | 23,6 ± 1,7     | 50             |
| NGC 3846             | Sc?       | Spirale                     | 11h 49m 29.1s | 55° 39′ 04″ | 9733 ± 3               | 13,4 | 146 ± 10       | 164            |
| UGC 6894             | Scd?      | Spirale                     | 11h 55m 23.5s | 54° 39′ 26″ | 851 ± 1                | 14,6 | 15,1 ± 1,1     | 40             |

Le site DeepskyLog permet de trouver aisément les constellations des galaxies mentionnées dans ce tableau ou si elles ne s'y trouvent pas, l'outil du site constellation permet de le faire à l'aide des coordonnées de la galaxie. Sauf indication contraire, les données proviennent du site NASA/IPAC. 